# Daphne Koller

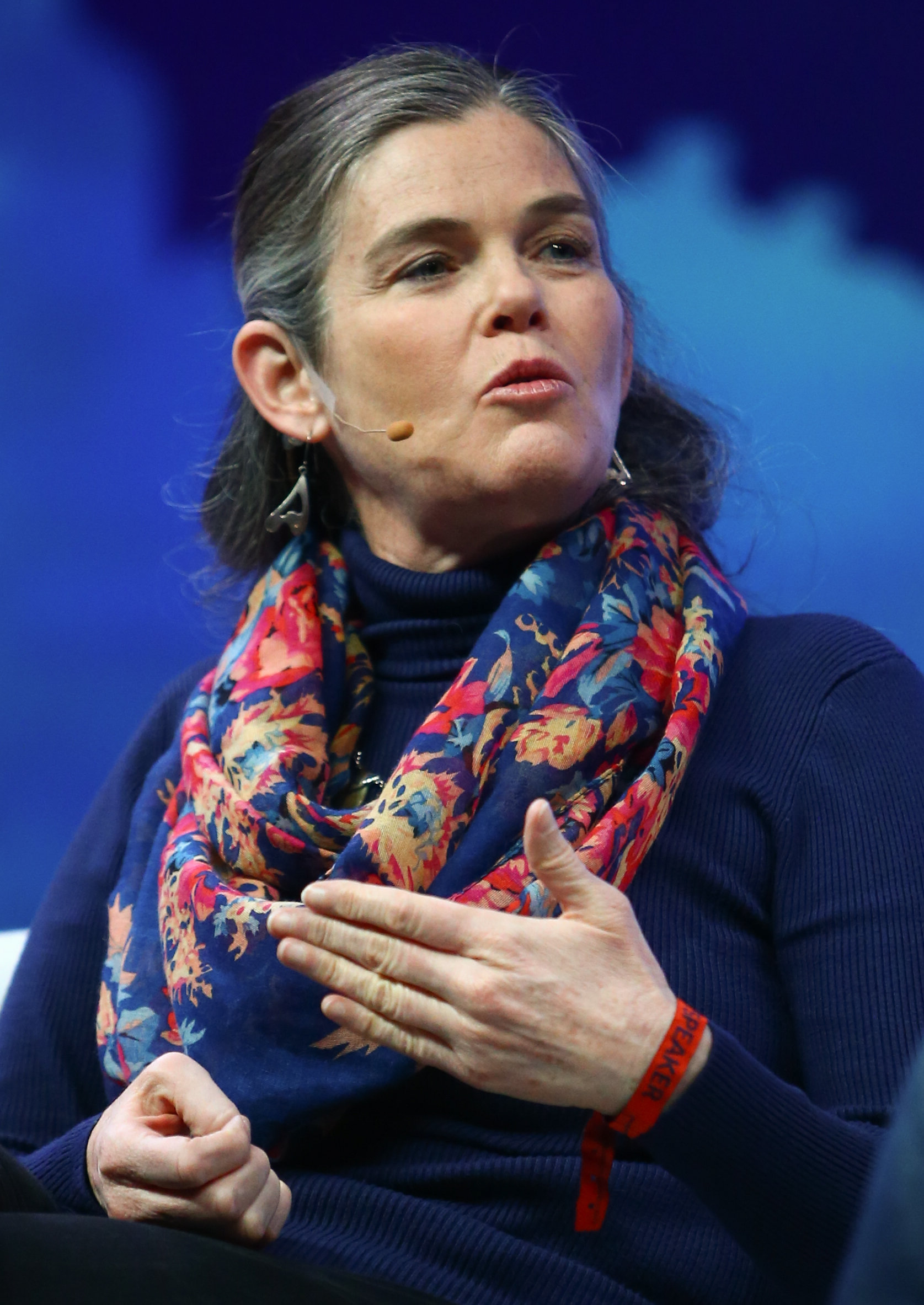
Daphne Koller conferência de tecnologia Collision, em 2019.

Daphne Koller (27 de agosto de 1968) é uma cientista da computação israelense-estadunidense, professora do Departamento de Ciência da Computação da Universidade Stanford. Ela é co-fundadora do Coursera, uma plataforma educacional online e criadora do formato Massive Open Online Courses  (MOOCs).
Sua área de pesquisa geral é inteligência artificial e suas aplicações em ciências biomédicas.

## Biografia
Daphne Koller obteve um bacharelado na Universidade Hebraica de Jerusalém em 1985, aos 17 anos de idade, onde obteve também um mestrado em 1986, aos 18 anos de idade. Obteve um PhD na Universidade Stanford 1993, orientada por Joseph Halpern.

## Percurso
Esteve no pós-doutorado na Universidade da Califórnia em Berkeley, de 1993 a 1995, passando a integrar a faculdade do Stanford University Computer Science Department em 1995. Foi eleita membro da Academia Nacional de Engenharia dos Estados Unidos em 2011 e fellow da Academia de Artes e Ciências dos Estados Unidos em 2014.
Em 2012, lançou com Andrew Ng o site de cursos online Coursera, que na época já contava com sete universidades estadunidenses: Stanford, Princeton, Universidade da Califórnia em Berkeley, Universidade da Pensilvânia e Universidade de Michigan e mais de 30 cursos de nível universitários gratuitos. No ano seguinte, ela e Andrew entraram para a lista anual das 100 pessoas mais influentes da revista Time, o Time 100.
Foi destaque em um artigo de 2004 do MIT Technology Review intitulado "10 Emerging Technologies That Will Change Your World", referente ao tópico de aprendizado de máquina bayesiano.
Em 2020, Daphne desenvolveu ao lado de educadores uma plataforma que pretende substituir o Zoom no ensino à distância, chamda Engageli. A plataforma oferece quizzes, chats e enquetes que podem ser visualizados em uma janela da tela. O professor ou instrutor pode monitorar o nível de atenção dos estudantes em tempo real, incluindo as interações entre eles, que são liberados para formar grupos de estudo dentro da “sala de aula”.

## Prêmios e reconhecimentos
- 2001: IJICAI Computers and Thought Award, da Conferência Conjunta Internacional sobre Inteligência Artificial.[15]
- 2004: Honraria da MacArthur Foundation[16]
- 2007: Prêmio da Association for Computing Machinery (ACM), na categoria Computação.[17]

## Ligações Externas
- «Daphne Koller». TED Talks

 Media relacionados com Daphne Koller no Wikimedia Commons